# Seminari de Vic
|  | Per a altres significats, vegeu «antic Seminari Diocesà de Vic». |

El Seminari de Vic o Seminari Nou és un centre educatiu del Bisbat de Vic, la seu del qual, a la Ronda Camprodon de Vic, està protegida com a Bé Cultural d'Interès Local.

## Arquitectura
Edifici religiós. Seminari de planta gairebé en forma de creu amb els braços més prims, la façana és orientada a migdia i presenta una mena d'atri format per arcuacions d'arc de mig punt a manera de porxo i coronat per un frontó triangular amb una creu al damunt. Consta de planta baixa i dos pisos, els quals són marcats horitzontalment per unes impostes, les obertures són rectangulars llevat del primer pis de la façana que són d'arc de mig punt. És cobert amb teula aràbiga a diverses vessants.

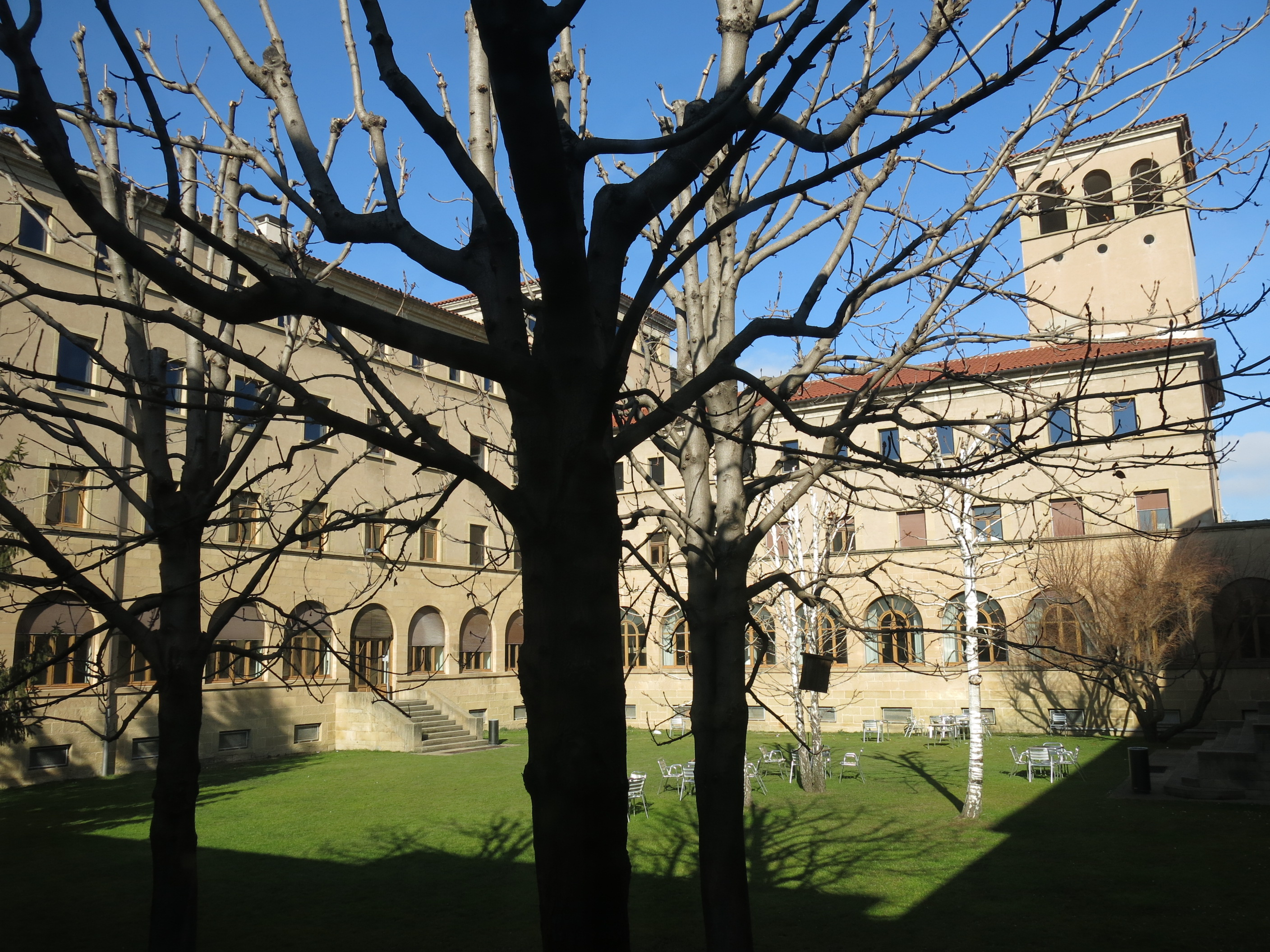
Pati de l'Ós

Cal remarcar les torres de planta quadrada que s'eleven sobre els braços amples de l'edifici, són llanternes als ulls de l'escala, simètriques i amb arcades semicirculars al pis superior, són cobertes de forma piramidal. Està envoltat d'espais esportius i s'hi arriba a través d'un ampli espai enjardinat. L'estat de conservació és bo.

## Història
Seminari que fou construït entre 1944 i 1947 amb l'església que fou inaugurada l'any 1963. Aquest seminari venia a substituir el del Carrer Sant Just (conegut des de llavors com a Seminari Vell) que havia quedat petit, és construí en l'eixample de la ciutat que es realitzà a principis de segle estenent-se cap a Santa Clara de la Vella fins al turó del Seminari.
Actualment amb la minva de les vocacions eclesiàstiques el mateix edifici s'utilitzi com a escola privada i és una extensió del col·legi de Sant Miquel dels Sants.